# ساندویچ رپ
ساندویچ رپ یک نوع ساندویچ است که از نان گرد پیچیده شده دور یک سری مواد تهیه می‌شود. نانی که در رپ استفاده می‌شود، نان گندم بوده و ممکن است تورتیلا، پیتا یا لواش باشد. مواد داخل این ساندویچ شامل گوشت سرد ورقه‌ای (مانند کالباس) یا مرغ یا ماهی، کاهو خردشده، گوجه خردشده یا پیکو دی گالو، گوآکاموله، قارچ سرخ‌شده، بیکن، پیاز گریل‌شده، پنیر و انواع سس‌ها مانند رنچ یا خردل عسلی است.
رپ در ایران برابر لقمۀ غازی (قاضی) است، که این نامگذاری به علت مصرف این نوع غذا توسط جنگجویان یا قاضیان در حین کار بوده است. اشکال معروف آن لقمۀ غازی گوشت کوبیدۀ آبگوشت و لقمۀ غازی پنیر و سبزی و گردو است. امروزه در جهان، انواع مختلف ساندویچ رپ موجود می باشد. از مهم‌ترین این ساندویچ‌ها، ساندویچ عربی شاورما، مسحب، ساندویچ تویستر (برگرفته از برند کی‌اف‌سی) می‌باشد.